# Marianne Ach
Marianne Ach (* 8. Februar 1942 in Eslarn) ist eine deutsche Schriftstellerin und Pädagogin.

## Leben
Ach wuchs in Eslarn in der Oberpfalz auf. Im Alter von 13 Jahren verließ sie ihr Elternhaus und ging in ein klösterliches Internat, um eine höhere Schulbildung zu erreichen. Sie trat in den Orden der Dillinger Franziskanerinnen ein und legte mit 19 Jahren ihr Ordensgelübde ab. Sie arbeitete als Kindergärtnerin und Katechetin. Nach zehn Jahren verließ sie das Kloster und studierte von 1974 bis 1979 in München. Sie heiratete und wurde Realschullehrerin für die Fächer Deutsch und Religion. Neben ihrem Schuldienst schrieb sie Erzählungen und veröffentlichte diese im Jahr 2000 unter dem Titel Schlimme Wörter. Nach ihrer Pensionierung widmete sie sich ganz der Schriftstellerei. 2004 erschien ihr erster Roman Goldmarie Pechmarie. Ach lebt seit 1972 in München.

## Veröffentlichungen
- Schlimme Wörter. Erzählungen. Selbstverlag, München 1998, ISBN 3-00-003703-9.
- Goldmarie Pechmarie. Autobiografische Texte. Stutz, Passau 2004, ISBN 3-88849-114-2.
- Der Blechsoldat. Roman. Stutz, Passau 2006, ISBN 3-88849-121-5.
- Winterherzen. Eine Kindheit. Roman. Stutz, Passau 2008, ISBN 978-3-88849-128-3.
- Glück ist ein seltener Vogel. Autobiografische Texte. Roman. Stutz, Passau 2010, ISBN 978-3-88849-144-3.
  - Auszug in Bayerische Schriftstellerinnen – Ein Lesebuch. Edition monacensia, München 2013, ISBN 978-3-86906-536-6.
- Am Horizont kein Zeichen. Erzählungen. Lichtung, Viechtach 2014, ISBN 978-3-941306-10-3.
- Von gestern eine Spur. Tagebuchroman. Lichtung, Viechtach 2017, ISBN 978-3-941306-10-3.
- Dieses schmale Stück Himmel über Paris. Roman. Lichtung, Viechtach 2019, ISBN 978-3-941306-85-1.
- Der Atem deines Landes. Roman. Lichtung, Viechtach 2021, ISBN 978-3-941306-39-4.
- Auch die Nacht hat eine Farbe. Roman. Lichtung, Viechtach 2023, ISBN 978-3-941306-58-5.